# Blåfodet sule
Blåfodet Sule (latin: Sula nebouxii) er en fugl, der kun findes i Stillehavet. I Danmark kan man forholdsvis nemt møde en af dens slægtninge. Det er sulen, som trækker langs den jyske vestkyst. Den styrtdykker efter fisk på samme måde som den blåfodede sule. Den kan også findes på Galapagos hvor den holder til i store mængder

## Udseende
Blåfodet sule er en stor havfugl med en strømlinet krop og lange, smalle vinger, som sidder vinkelret på kroppen. Fuglen ligner et kors, når den flyver. Den er på størrelse med en gås, og fjerdragten er mørkebrun på oversiden og hvid på undersiden. Det lille hoved er forsynet med et stort, dolkformet næb. Det mest karakteristiske er dog de store, blå svømmefødder, som har givet fuglen dens navn.

## Adfærd
Blåfodet sule er en udpræget havfugl, som kun kommer på land i yngletiden. Suler er kendt for deres fantastiske evne til at foretage styrtdyk fra stor højde, når de er på jagt.
Blåfodet sule æder mest fisk, som den fanger ved at styrtdykke fra stor højde. Hele den strømlinede krop er bygget til at gennembryde havoverfladen med et meget lille plask.